# Marinus Bernardus Rost van Tonningen
Marinus Bernardus Rost van Tonningen, (Paramaribo, 24 oktober 1852 – Den Haag, 7 januari 1927) was een Nederlands militair, die als hoofdofficier van het Koninklijk Nederlandsch-Indisch Leger (KNIL) lange tijd in Nederlands-Indië verbleef.

## Militaire loopbaan
Rost van Tonningen was officier in het OIL vanaf 1872. Hij werd in 1875 eerste luitenant en in 1882 kapitein. In 1888 nam hij onder generaal Van Teijn deel aan de Edi-expeditie. Als majoor nam hij deel aan de Lombok-oorlog 1894. Rost van Tonningen leidde als generaal-majoor in 1906 een strafexpeditie op Bali, waarbij de Balinese vorsten tot een collectieve zelfmoord besloten (puputan). Later werd hij commandant van het KNIL (1907-1909) in de rang van luitenant-generaal. 
Vanaf 1898 tot zijn overlijden was Rost van Tonningen adjudant i.b.d. van koningin Wilhelmina. 

## Privéleven
Marinus Bernardus Rost van Tonningen was lid van de familie Rost van Tonningen en het eerste kind van officier Nicolaas Albertus Rost van Tonningen (1819-1878), die zijn carrière beëindigde als gezaghebber van Sint Eustatius. Hij was getrouwd met jkvr. Meinouda Sara Johanna van den Bosch (1868-1946), lid van de familie Van den Bosch. 
Het echtpaar had drie zonen, waarvan de jongste, Meinoud Rost van Tonningen (1894-1945), een bekend voorman van de NSB werd. De oudste zoon, Nico Rost van Tonningen (1889-1979), was vanaf 1948 tot zijn pensionering in 1962 als adjudant en grootmeester in dienst van koningin Juliana.
Rost van Tonningen overleed in 1927 op 74-jarige leeftijd. Hij werd gecremeerd in het crematorium Velsen.

## Onderscheidingen
- Ridder der Derde Klasse in de Militaire Willems-Orde (9 maart 1908)[1]
- Ridder in de Orde van de Nederlandse Leeuw[3]
- Ereteken voor Belangrijke Krijgsbedrijven met gespren: "Eresabel", "Eervolle Vermelding", "Atjeh 1873-96", "Atjeh, 29 maart 1896-1900"[3]
- Lombokkruis[3]
- Huwelijksmedaille 1901[3]
- Onderscheidingsteken voor Langdurige Dienst als officier "XXXV"[3]
- Medaille van het Nederlandsche Roode Kruis[3]
- Koning Albert Medaille[3]